# 从永恒到此刻
《从永恒到此刻》（From Eternity to Here: The Quest for the Ultimate Theory of Time）是美国理论物理学家肖恩·M·卡罗尔的一本科普书籍。该书最初由E·P·达顿于2010年1月7日发行。湖南科学技术出版社出版了其简体中文版，并归入其《第一推动丛书》。

## 背景
在书中，卡罗尔探索了时间箭头的本质，即从过去走向未来，并假定箭头的存在归功于大爆炸之前的条件。然而在传统上，推理大爆炸之前存在什么，被认为毫无意义，因为时间和空间被认为就是在大爆炸时创造的。卡罗尔认为，“理解时间箭头就是理解宇宙的起源”，并且在他的解释中依赖于热力学第二定律，该定律指出，宇宙中的所有系统都倾向于变得越来越无序（熵增）。他对时间箭头提出的解释，是基于以前的想法，可追溯到1870年代奥地利物理学家路德维希·玻尔兹曼。

## 内容组织
该书分为四部分15章，并附有相关数学的附录。第一部分为“时间、经验和宇宙”，第二部分为“爱因斯坦宇宙中的时间”，第三部分为“熵与时间之箭”，第四部分为“从厨房到多重宇宙”。

## 评价
曼吉特·库马尔在其为《每日电讯报》撰写的评论中称这本书，是“一本有益的读物”，“不适合胆小的人”。唐娜·鲍曼（Donna Bowman）为《影音俱乐部》撰写评论称：“其吸引力在于，卡罗尔天才地引导读者思考黑洞、光锥、事件视界、拉普拉斯妖（或麦克斯韦妖）、暗能量和熵等概念与时间问题的关系……像所有伟大的导师一样，他让他的课程令人无法抗拒，并让他的学生感到更聪明。”《柯克斯评论》的一位评论员补充说：“该书不适合对科学不感兴趣的人，但坚定的读者会对一个复杂的主题有一个有益的理解。”
安德烈亚斯·阿尔布雷克特为《今日物理学》撰稿，给予该书总体正面的评价，但指出，卡罗尔尝试同时为外行读者和专业读者提供材料，有时可能会让双方都不满意。哲学家克雷格·卡伦德在为《新科学人》撰写的评论中写道，在解释他对时间箭头起源的假设时，“卡罗尔似乎对他要求读者有许多信仰飞跃感到有些尴尬”。对卡罗尔的提议，埃里克·温斯伯格的评价总结说，其概念成本“似乎有点高，但受益甚微”。